# San Juan Island National Historical Park
Der San Juan Island National Historical Park (alternative Bezeichnung: American and English Camps, San Juan Island) ist ein National Historic Site in der Nähe von Friday Harbor auf San Juan Island, Washington (state), Vereinigte Staaten.
Der ehemalige Militärstützpunkt, heute an der Grenze zwischen Kanada und den Vereinigten Staaten, wurde im Jahr 1859 auf Reaktion auf den Schweinekonflikt (Grenzdisput zwischen dem Washington-Territorium (USA) und British Columbia (Königreich Großbritannien)) errichtet und bis zum Friedensschluss ca. zwölf Jahre später betrieben.
Am 5. November 1961 erhielt das Gelände den Status eines National Historic Landmarks. Am 15. Oktober 1966 wurde es als Historic District in das National Register of Historic Places eingetragen.
Sämtliche Gebäude und Anlagen werden vom National Park Service betrieben, der auch Eigentümer der Immobilien und Grundstücke ist. Eine Seltenheit ist das tägliche Hissen der britischen Flagge durch eine US-amerikanische Bundesbehörde.